# Edmond Thieffry
Pour les articles homonymes, voir Thieffry.
 (janvier 2024).
Si vous disposez d'ouvrages ou d'articles de référence ou si vous connaissez des sites web de qualité traitant du thème abordé ici, merci de compléter l'article en donnant les références utiles à sa vérifiabilité et en les liant à la section « Notes et références ».
Edmond Thieffry (né à Etterbeek le 28 septembre 1892 et mort dans la plaine de Baraka près d'Uvira au Congo belge le 11 avril 1929) est un aviateur belge de la Première Guerre mondiale et un as belge, avec dix victoires homologuées entre mars et octobre 1917. En 1925, il réalise l'exploit de relier Bruxelles (Haren) à Léopoldville, parcourant environ 8 200 kilomètres et survolant deux continents ainsi que des territoires encore inexplorés.

## Biographie

### Jeunesse
Edmond François Émile Octave Thieffry, né à Etterbeek 28 septembre 1892, est le fils d'Octave Thieffry et de Reine Warsain. Il a épousé Madeleine de Loneux.
Il fait ses études secondaires à Turnhout et, à partir de 1910, des études universitaires en droit l'Université catholique de Louvain. En 1912, il doit interrompre ses études car il est enrôlé au 14e régiment de Ligne de 1912 jusqu’en février 1914. Il obtient néanmoins son diplôme de docteur en droit en juin 1914. 

### Première Guerre mondiale
La Première Guerre mondiale étant sur le point d'éclater, il est rappelé dans son régiment le 29 juillet 1914. Il rejoint le fort de Loncin où il est rattaché à l'état-major du général Leman. Il est fait prisonnier quelques jours plus tard mais il parvient à s'évader en passant par la Hollande. Il rejoint ainsi le front de l'Yser.  
En juillet 1915, il s'engage dans l'aviation militaire et, en février 1916, est breveté pilote d'avion. Il est d'abord affecté à une escadrille d'observation. Il est ensuite muté à la 58e escadrille de chasse à Houtem. 15 mars 1917, il remporte sa première victoire aérienne. Considéré comme le premier as belge dès 1917, il est le premier à atteindre 5 puis 10 victoires homologuées (dont deux lors d'une confrontation seul contre 9 avions ennemis). 
Edmond Thieffry est aussi l'un des premiers à avoir survolé la ville de Bruxelles, alors occupée, le 24 janvier 1917, à bord d'un Nieuport 17, en y jetant 4 drapeaux : le premier au-dessus de la cathédrale Saints-Michel-et-Gudule (centre de Bruxelles), un autre au-dessus du Collège Saint-Michel (Etterbeek) et les 2 derniers au-dessus de la maison de ses parents et de celle de sa fiancée - et future épouse, Madeleine de Loneux - sises également à Etterbeek (rue des Rentiers, devenue rue du Général Leman 83 après la guerre, et Place Van Meyel).
Edmond Thieffry est abattu le 23 février 1918 au-dessus des lignes ennemies. Blessé lors du crash, il est capturé par les Allemands. Il tenta à cinq reprises de s'évader (il fut repris à quelques kilomètres de la frontière suisse lors de la cinquième tentative) mais ayant échoué il termina la Première Grande guerre en captivité.
Après le conflit, il eut cette boutade à l'adresse de son cher ami Willy Coppens, reconnu officiellement comme étant « l'as des as belges » et comme étant le pilote belge ayant détruit le plus grand nombre d'engins aériens (35 ballons Drachen et 1 seul avion ennemi), et connu pour sa susceptibilité à ce sujet, Thieffry lança à la cantonade : « tu oublies sûrement tous les avions que j'ai cassés lors de mon écolage ! »

### Première liaison aérienne Bruxelles-Léopoldville
Revenu à la vie civile, il exerça sa profession d'avocat auprès du barreau de Bruxelles mais ne s'éloigna jamais du monde de l'aviation.
Ainsi, avec son équipage, il fut le premier aviateur à relier la Belgique au Congo en avion en 1925 au cours d'un périple de 51 jours dont 75 heures de vol effectif. Cet exploit a pu être réalisé grâce à l'appui inconditionnel du roi Albert Ier qui a garanti sur sa cassette personnelle la valeur de l'avion à la SABENA en cas de perte. En effet, la Sabena refusait catégoriquement à l'aviateur de tenter cette folle aventure, persuadée que cette tentative se terminerait tragiquement pour l'appareil qui était particulièrement coûteux. L'initiative de ce projet vint de Mr Georges Nélis, grand acteur de l'aviation belge, directeur auprès de la SNETA et de la SABENA et ami personnel de Thieffry.
Fortement opposée à cette tentative dès le départ, la SABENA coopéra néanmoins à l'exploit en mettant à la disposition d'Edmond Thieffry un tout jeune pilote, fort doué, Léopold Roger, qui connaissait parfaitement l'avion Handley Page et un mécanicien hors pair - le meilleur de l'aviation civile -, Joseph (dit Jeff) De Bruycker.
Une fois l'exploit réussi, la compagnie d'aviation belge fit tout pour exploiter cette ligne à des fins commerciales mais dut attendre 10 ans, le 23 février 1935, pour que la première liaison commerciale soit enfin réalisée (le premier avion, un Fokker F.VII immatriculé OO-AGH, avec comme pilote le commandant Prosper Cocquyt, l'avion était baptisé « Edmond Thieffry », relia Kinshasa en 5 jours).
Fort de l'appui royal et aiguillonné par les aviateurs français qui prévoyaient également de relier Paris à Brazzaville, Edmond Thieffry, entouré de Léopold Roger et de Jeff de Bruycker, survola sur des milliers de kilomètres des régions jamais parcourues encore par des Occidentaux (désert, forêts équatoriales…). Partant le 12 février 1925 de Haren (aéroport de Bruxelles en ces temps-là), l'équipage dut s'adapter aux conditions météo déplorables, luttant contre des vents violents contraires soufflant à  ± 150 km/h avec une puissance de moteurs limitée à 1 200 kW (environ 1 610 CV) et une vitesse moyenne de 120 km/h, une véritable prouesse à l'époque. Le Handley Page W8, équipé de trois moteurs, pesait 3 500 kg et comprenait un réservoir supplémentaire de 2 500 litres d'essence spécialement conçu en lieu et place des sièges passagers. Malgré de nombreux problèmes (tempête de sable, perte dans le désert, fissure grave d'une hélice due aux conditions atmosphériques extrêmes,…), l'avion atteignit, au bout de 51 jours de voyage et 75 heures de vol effectif, Léopoldville, créant ainsi un exploit digne des plus grandes réalisations aéronautiques mondiales.

### Autres tentatives
Edmond Thieffry fera deux autres tentatives pour atteindre le Congo. La première le 9 mars 1928 sur un ACAZ C.2, avec Joseph Lang et Philippe Quersin, et n'ira pas beaucoup plus loin que Philippeville. La seconde tentative, le 26 juin à bord d'un Stampe et Vertongen RSV.22-180, à nouveau avec Philippe Quersin, échouera également, le vol se terminant cette fois dans un marais à Clapier, près de Vauvert  - Montpellier (France).

### Décès
Le 11 avril 1929, tentant de relier en avion les plus importantes villes du Congo (RDC) en route pour Uvira pour le compte du Msgr Prince de Ligne, Edmond Thieffry, le pilote Julien et le mécanicien Gastuche rencontrèrent un ouragan qui, propulsant leur avion Aviméta 92 au sol près de la baie de Burton, tua les 2 pilotes, blessant grièvement le mécanicien.
Laissant une veuve et cinq enfants, Edmond Thieffry fut enterré sur place dans le cimetière de Kibanga à Bukavu (lac Tanganyika, près de la plaine de Baraka) malgré la proposition du roi Albert Ier de rapatrier son corps en Belgique. Il est nommé capitaine à titre posthume.

## Hommages

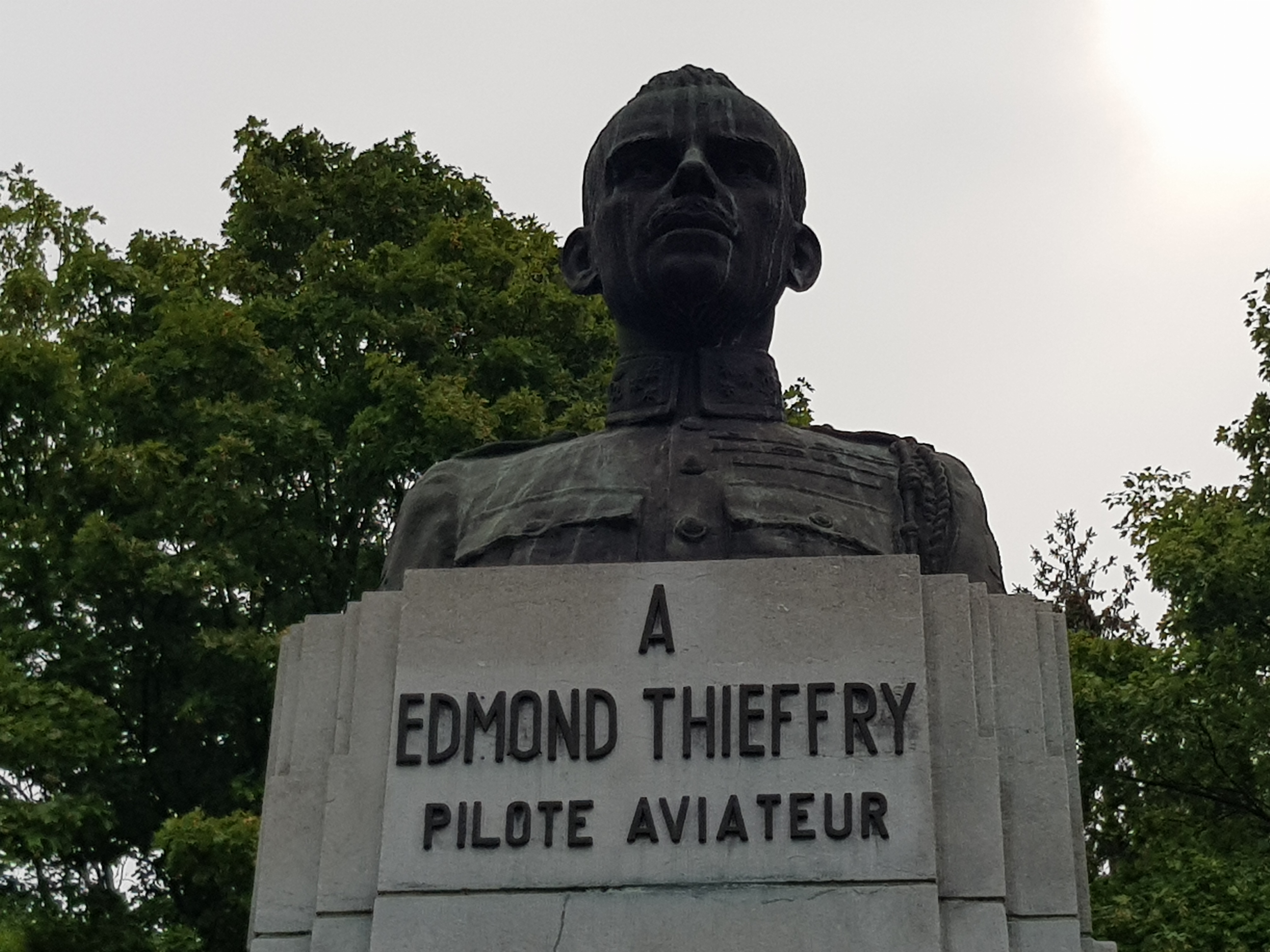
Statue Edmond Thieffry à Bruxelles

Une souscription publique est lancée à l'initiative du roi Albert Ier pour ériger un monument à sa mémoire. Ce monument surmonté du buste en bronze d'Edmond Thieffry, œuvre du sculpteur César Battaille, est inauguré en juillet 1932 à Etterbeek (à proximité du Collège Saint-Michel, avenue Boileau) et son nom est donné à la rue Aviateur Thieffry.
La revue Tintin no 866 du 27 mai 1965 (édition belge) a publié sur 4 pages (4 à 7) une petite BD sur « Edmond Thieffry, conquérant du ciel » (Scénario et dessins de Fédor).
En 1976, lors de la création du métro bruxellois, une station - sur la ligne 5 actuelle - est baptisée Thieffry et est située à quelques dizaines de mètres de la rue Aviateur Thieffry, toujours à Etterbeek.
Le 29 janvier 2017, célébrant le centenaire du survol de Bruxelles et des lâchers de drapeaux, la commune d'Etterbeek a organisé une commémoration en présence du représentant du roi Philippe, des plus hautes autorités militaires et de la commune, de représentants d'anciens combattants et de la famille de l'aviateur. À cette occasion, une plaque commémorative à hauteur du no 68 de la rue du Général Leman fut inaugurée.
Le 28 septembre 2018, en commémoration des fêtes de la fin de la Première Guerre mondiale, et jour de célébration de la naissance de l'aviateur (126 ans), une manifestation eut lieu en présence du représentant du roi Philippe de Belgique, de l'officier représentant le ministre de la Défense, du bourgmestre et des membres de la famille Thieffry sur le plateau du Cinquantenaire, avec plus de 500 personnes (dont une majorité de jeunes écoliers de la commune).

## Distinctions
- Chevalier de l'ordre de Léopold II (Belgique).
- Officier de l'ordre de Léopold (Belgique).
- Croix de guerre 1914-1918 (Belgique).
- Médaille de l'Yser.
- Chevalier de l'ordre de l'Etoile africaine (Congo belge)[4].
- Chevalier de la Légion d'honneur (France).
- Croix de guerre 1914–1918 avec palmes (France).
- Médaille d'argent de Valeur militaire (Italie).
- Médaille interalliée de la Victoire.
- Médaille commémorative de la guerre 1914–1918.
- « 7 Galons Ligne de front ».